# Randhir Singh Gentle
Randhir Singh Gentle (Índia 1922 - 1981) fou un jugador d'hoquei sobre herba indi, guanyador de tres medalles olímpiques.

## Biografia
Va néixer el 22 de setembre de 1922 en una població sense determinar de l'Índia, que en aquells moments encara formava part de l'Imperi Britànic. Va morir el 25 de setembre de 1981.

## Carrera esportiva
Va participar, als 25 anys, en els Jocs Olímpics d'Estiu de 1948 realitzats a la ciutat de Londres (Regne Unit), on aconseguí guanyar la medalla d'or en la competició masculina d'hoquei sobre herba al vèncer a la final l'equip britànic. En els Jocs Olímpics d'Estiu de 1952 realitzats a Hèlsinki (Finlàndia) aconseguí revalidar aquest metall en vèncer a la final a l'equip dels Països Baixos. En els Jocs Olímpics d'Estiu de 1956 realitzats a Melbourne (Austràlia), la seva última participació olímpica, novament aconseguí l'or, en aquesta ocasió al derrotar a la final l'equip pakistanès.